# Молдавські літописи

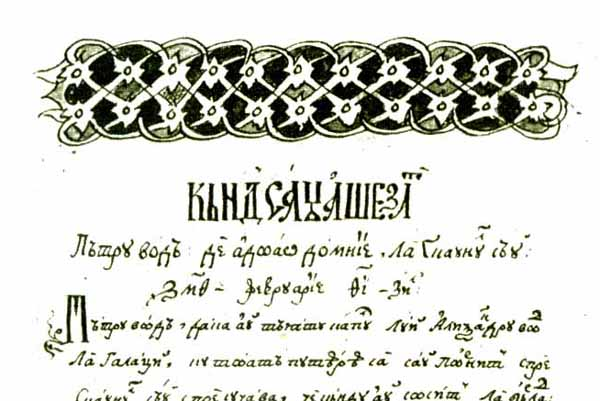
Сторінка з «Летописецул церій Молдовей…»

Молда́вські лі́тописи — літописи (хроніки) Молдавського князівства. Започатковане у другій половині XV століття. Перші молдовські літописи написані кирилицею та старослов'янською мовою, містили короткі відомості про час правління попередніх господарів та про найважливіші історичні події.

## Історія
Перший офіційний молдовський літопис, умовно названий "Аннали двору Стефана Великого ", був написаний при дворі цього господаря анонімним літописцем. Його початковий варіант не зберігся, залишилися тільки списки з доповненнями, що зберігалися в молдовських монастирях. В анналах оспівувалися подвиги й перемоги Стефана Великого, повідомлялися відомості про будівництво церков. Частина текстів цього літопису була перекладена іноземними мовами й використовувалася за межами Молдови.
Зберігся «Анонімний літопис Молдови», присвячений подіям з 1359 до 1507 року, і два списки «Путнянського літопису», що описує події з 1359 до 1526 року і з 1359 до 1518 року. Відомий також молдовсько-німецький літопис (1457—1499), слов'яно-молдавський літопис (1359—1504) (1359—1504) і молдовсько-польський літопис (1359-1564).
До нас дійшли три літописи XVI століття, написані духовними особами:
- літопис Романського єпископа Макарія про події 1504—1556 рр.., написаний за дорученням Петра Рареша;
- літопис ігумена Кепріанського Успенського монастиря Юхима про події 1541—1554 рр., написаний на замовлення Олександра Лепушняну;
- літопис ченця Азарія про події 1541—1574 рр., написаний за дорученням Петра Кульгавого.

Ці літописи прославляли діяння господарів і закликали до підтримки існуючих порядків. Причини історичних подій часто пояснювалися в них божественним промислом.
У XVII столітті на зміну офіційного слов'янсько-молдовського літописанню, яке велося за замовленням господарів духовними особами, приходить боярське літописання. Найвідомішими молдовськими літописцями були Григорій Уреке, Мирон Костін, Ніколає Костін, Аксінтій Урікарул, Іон Некулче. Їхні літописи досить великі й відображають історію Молдовського князівства до середини XVIII століття і містять короткі відомості про історію сусідніх країн. Літописці того часу, будучи вихідцями з боярського стану, закликали до обмеження господарської влади.
Григорій Уреке описував події в Молдові в 1359—1594 рр.. у своїй праці «Летописецул церій Молдовей… справи Драгоша-Воде пине ла Арон — Воде». Він помер, не встигнувши закінчити роботу. Вона була переписана і перероблена Симеоном Даскелом та доповнена Мисаїлом Калугером. Мирон Костін продовжив роботу Уреке у своєму творі «Летописецул церій Молдовей справи Арон — Воде инкоаче де унде есте пересіт де Уреке Ворнікул», присвяченому 1595—1661 рр.. Він же написав літопис " Кроніка церілор Молдовей ши Мунтенія " польською мовою. Подальшу історію Молдовського князівства описав Іон Некулче в «Летопісецул церій Молдовей справи Дабіжа — Воде пине ла а доуа домні а луй К. Маврокордато» (1661—1743) з «Передмовою» і 42 історичними легендами. Представниками офіційного літописання були Микола Костін (" Кроніка домні луй М. Маврокордато ши Д. Кантемир ") і Аксінтій Урікарул («Де а доуа домні а луй Миколу Олександру Маврокордато»).
У XVIII столітті, поряд з літописанням молдовською мовою, з приходом до влади греків-фанаріотів, стали з'являтися і деякі літописи грецькою мовою.

### Монографії
- Андрущак В. Е., Бойко П. А. и др. История Республики Молдова. С древнейших времен до наших дней. Ассоциация учёных Молдовы им. Н. Милеску-Спэтару. — Изд. 2-е, перераб. и доп. — Кишинёв: Elan-Poligraf, 2002. с. 101—104.. ISBN 9975-9719-5-4